# Synagogue Keren Yéchoua de La Marsa
La synagogue Keren Yéchoua de La Marsa, parfois orthographiée Keren Ichoua, est une synagogue tunisienne située au numéro 4 de la rue Slim-Haïder à La Marsa (banlieue de Tunis).
Inaugurée en 1927, sa première pierre est posée en 1925. Elle est l'œuvre d'une association communautaire juive de La Marsa fondée en 1923 et nommée Keren Yéchoua d'après le nom du philanthrope Yéchoua Sauveur Kisraoui qui offrit le terrain à l'association. Cette synagogue a, au cours de son histoire, vu passer des générations de Juifs tunisiens qui y ont prié, appris, fêté leurs événements familiaux (mariage, bar-mitsvah, etc.) alors que de nombreuses personnalités et rabbins l'ont fréquentée ou simplement visitée. Elle constitue donc l'un des joyaux du patrimoine juif tunisien et reste hautement respectée par la population musulmane.
Cette synagogue, qui sert de lieu de culte à la communauté juive de La Marsa, comporte également une école talmudique (kouttab). Depuis le début des années 1980, du fait de la baisse du nombre de fidèles, la synagogue ne dispense des offices que durant la période estivale (juillet-août), période lors de laquelle de nombreux touristes juifs viennent passer leurs vacances dans les hôtels de La Marsa et Gammarth. Isaac Kalfon en est le ministre-officiant et responsable.
À noter que la synagogue apparaît dans le film Un été à La Goulette de Férid Boughedir.

## Architecture
La synagogue est reconnue pour son cachet architectural de style andalou. Elle est peinte en bleu et blanc, qui sont aussi les couleurs traditionnelles du pittoresque village de Sidi Bou Saïd surplombant La Marsa. Jusqu'en 1994, la synagogue comportait une coupole qui s'effondra à la suite d'intempéries importantes. De grandes tables de la Loi en pierre surplombent depuis lors l'édifice. L'intérieur de la synagogue dispose d'un tabernacle circulaire unique en son genre, et d'une teba (estrade centrale sur laquelle officie le ministre du culte) taillée dans le bois par de célèbres ébénistes. On raconte que le bey de Tunis, qui était passionné d'art et avait une résidence secondaire à La Marsa, vint assister au façonnage de cette teba. La synagogue comporte bien d'autres objets de cultes et décoratifs (menorahs, lustres, etc.). Elle comporte aussi une bénédiction pour le bey de Tunis puis pour le président de la République tunisienne gravée dans le marbre en hébreu, arabe et français. Enfin, la véranda se trouvant à l'arrière du bâtiment offre un panorama sur les rivages de La Marsa.

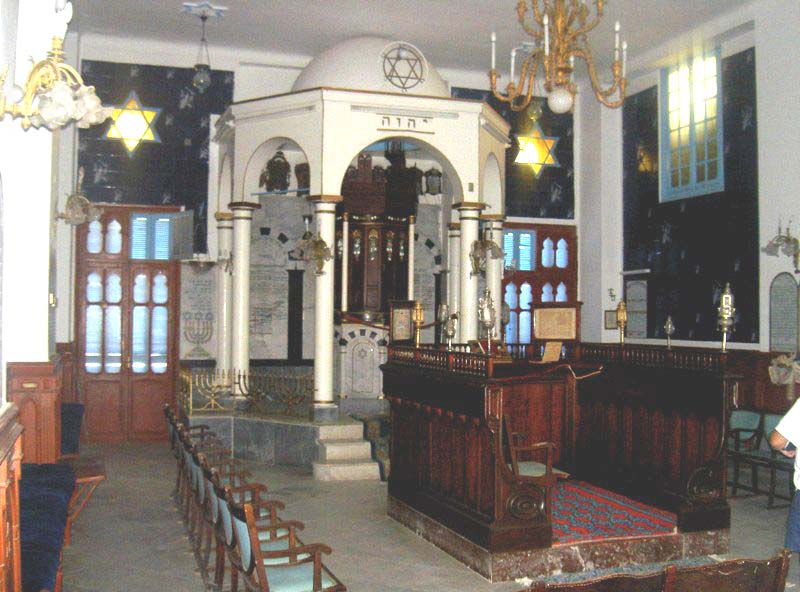
Intérieur de la synagogue.
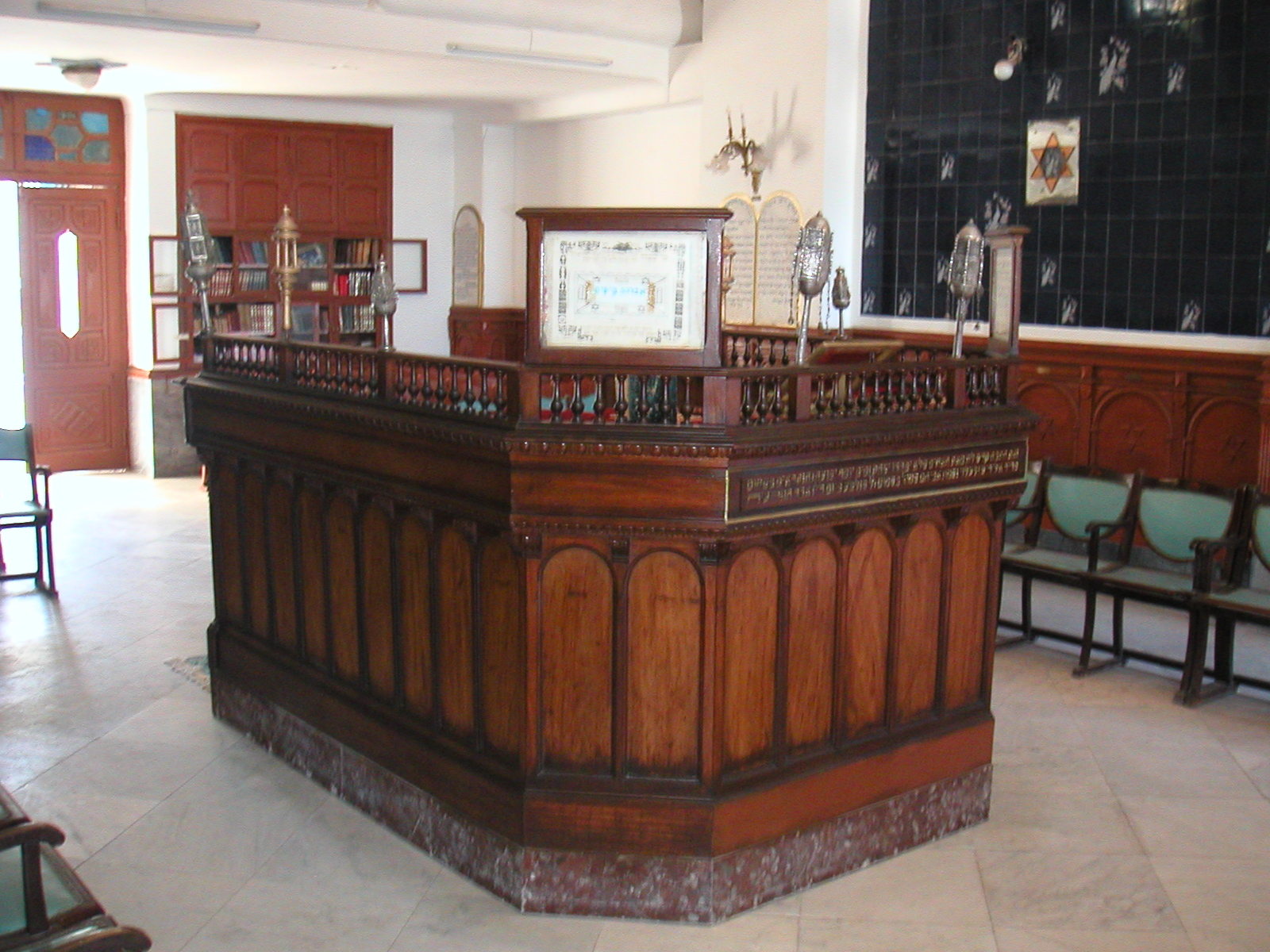
Aperçu de la teba.
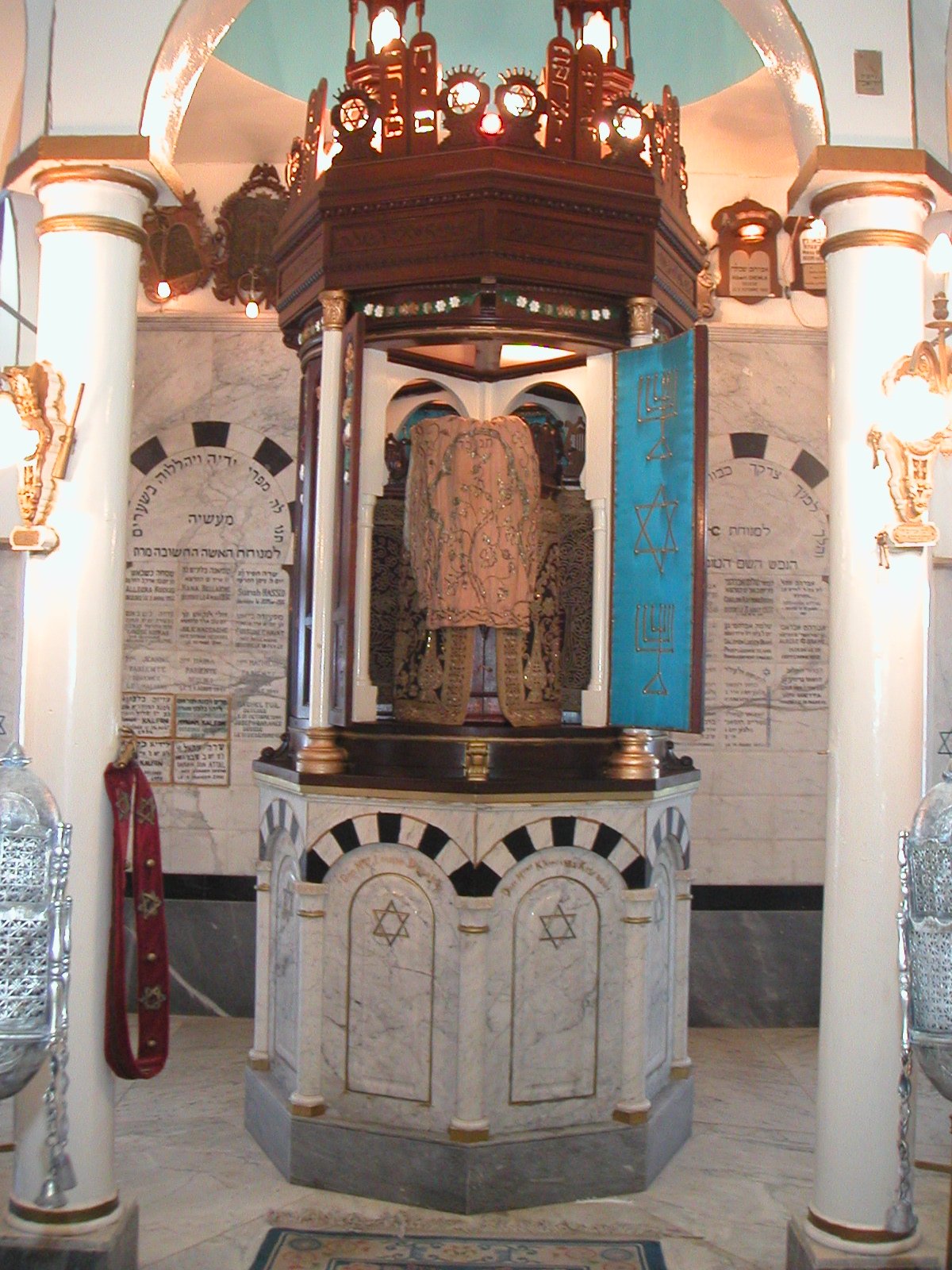
Heikhal ouvert.
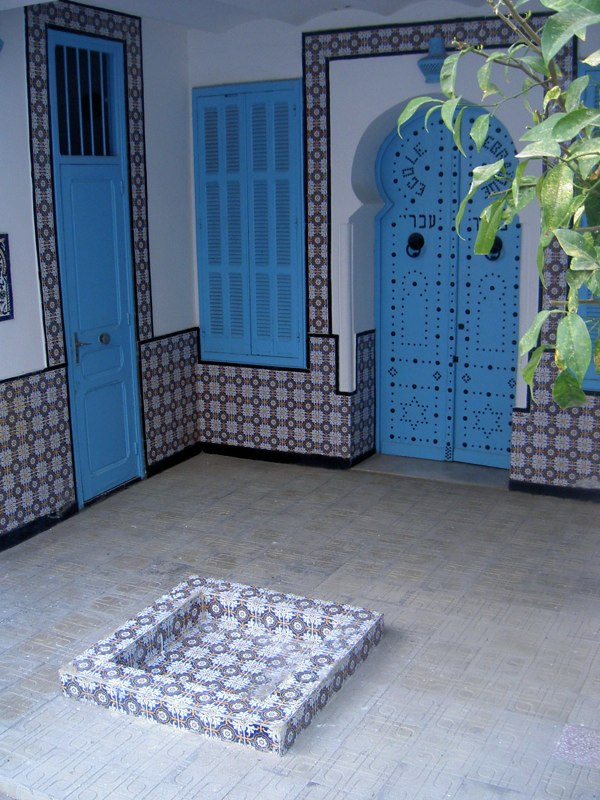
Entrée de l'école talmudique.

## Histoire

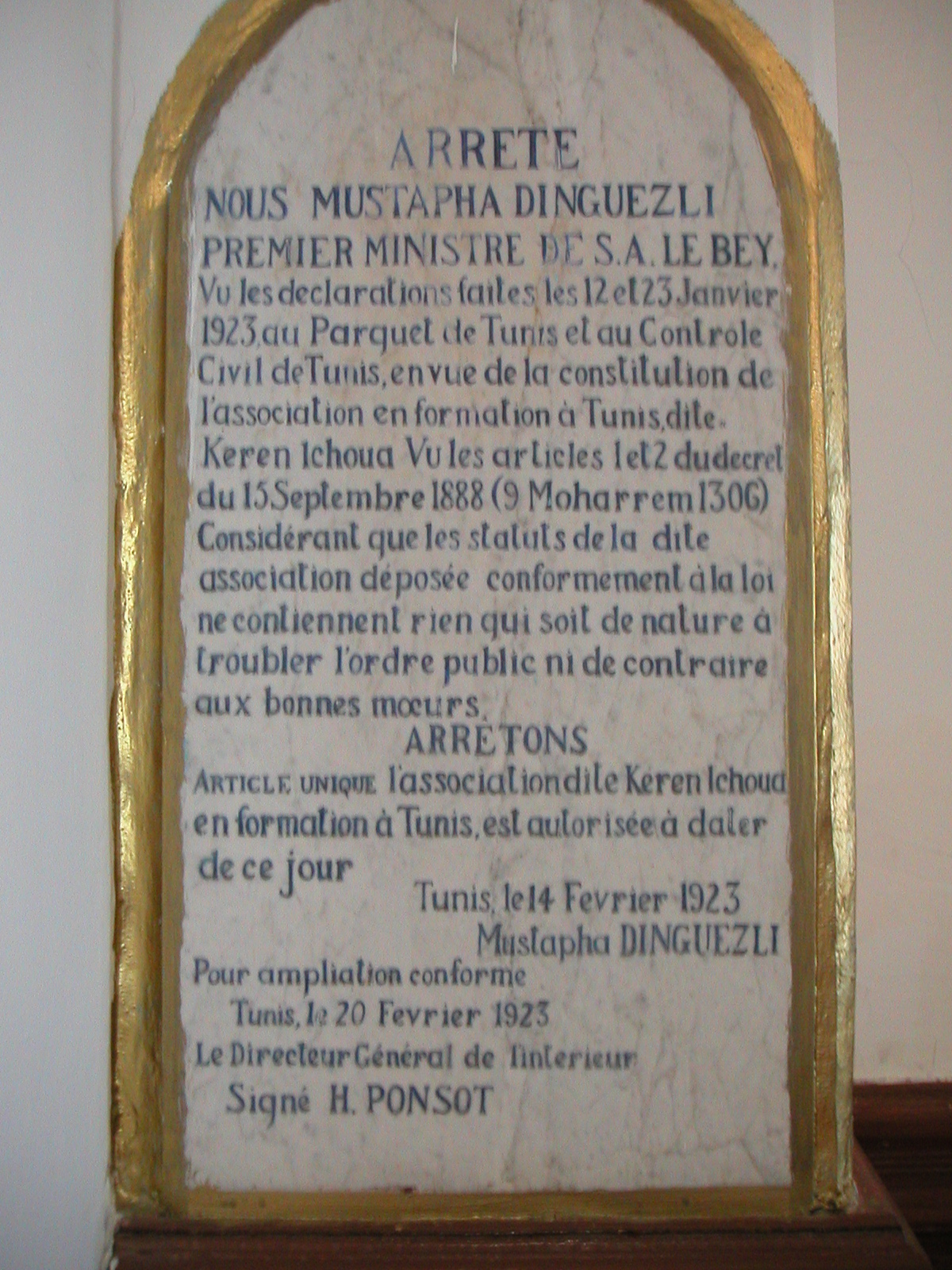
Arrêté d'autorisation de l'association en 1923.

Surnommée par certains fidèles « la synagogue des miracles », la synagogue de La Marsa a vécu bien des péripéties pendant son histoire. Durant la Seconde Guerre mondiale et l'occupation allemande, elle est sauvée d'un bombardement américain. En effet, le siège de la Kommandantur se trouve à seulement dix mètres de la synagogue, dans l'hôtel du Zephyr, et la légende raconte que le pilote aurait repéré l'étoile de David se trouvant sur la coupole de la synagogue et aurait alors déplacé sa trajectoire afin de ne pas atteindre celle-ci. La bombe tomba finalement dans le quartier de Saf-Saf à 200 mètres de la synagogue. Par la suite, des soldats alliés de confession juive vinrent prier à la synagogue et une photo de cet événement y est conservée.
En 1992, une femme non juive s'est présentée au responsable de la synagogue, Isaac Kalfon, afin de lui proposer d'acheter un rouleau de la Loi. Elle l'invite ensuite chez elle afin de lui montrer un parchemin. Lorsque Isaac Kalfon regarde ce dernier, il est stupéfait de reconnaître une partie d'un rouleau volé quelques années auparavant. Avec l'aide de fidèles et de la police, il parvient à faire arrêter la femme et à récupérer le document. En 1994, la synagogue subit durement les intempéries hivernales : la coupole s'effondre et met en danger le reste de l'édifice. Le responsable de la synagogue, avec l'aide de fidèles, sauve le bâtiment alors que la municipalité envisageait déjà d'interdire son accès au public et que le comité de la communauté juive tunisienne œuvrait pour sa démolition. La synagogue ne dépendant pas de ce comité — c'est une association privée qui l'a fondée — put, grâce à l'élan de générosité des fidèles, être remise en état et fonctionner comme à son habitude.
Dans la nuit du 11 au 12 avril 2002, la synagogue subit un saccage au cours duquel des livres de prières sont lacérés voire brûlés et d'autres objets de culte endommagés. Des inscriptions racistes en arabe ainsi que des portraits de Yasser Arafat et des drapeaux palestiniens sont également apposés sur les murs,. Ce saccage a lieu quelque temps après l'attentat de la Ghriba. Le gouvernement tunisien présente alors ses excuses et fait tout son possible pour remettre en état le bâtiment. Depuis cet incident, un policier se trouve en poste 24 heures sur 24 devant la synagogue.
En 2007, le bâtiment fête son 80e anniversaire et, à cette occasion, une association est créée à Sarcelles en France, notamment pour sauvegarder le bâtiment et son utilisation comme lieu de culte.

## Yomtob Kalfon

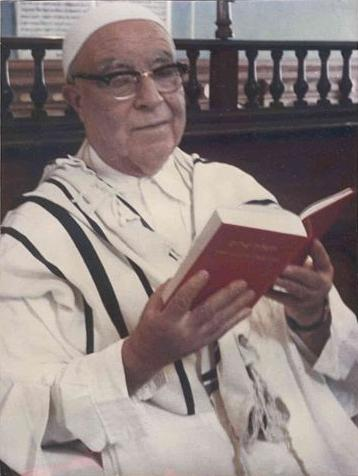
Rabbin Yomtob Kalfon.

Le rabbin Yomtob Kalfon (1899-1977) fut le leader spirituel, le ministre officiant et l'administrateur de la synagogue de 1927 à sa mort. Ce rabbin, membre du comité de la communauté juive de Tunis (sorte de consistoire local) est réputé pour sa grande érudition mais aussi et surtout pour son engagement communautaire, notamment dans l'action sociale car il présida diverses associations caritatives. C'est lui qui poursuivit l'œuvre du grand-rabbin Haïm Bellaïche dans l'école talmudique Yechiba Hebrat Atalmud qui se trouvait dans la maison même du grand-rabbin au numéro 4 de la rue de Cologne à Tunis. D'ailleurs, une synagogue y est toujours en activité.
Le rabbin Kalfon refuse à deux reprises le poste de grand-rabbin de Tunisie, laissant toujours la place aux plus anciens. Néanmoins, il assure l'intérim en 1940 alors qu'il est âgé de 41 ans. Le rabbin est aussi réputé pour sa bonne entente avec les différentes communautés, notamment musulmane, et partage des amitiés avec beaucoup de ses compatriotes musulmans (notamment des imams). Ainsi, de par ses diverses fonctions, le rabbin Kalfon est une figure emblématique du judaïsme tunisien et sa vie fut intimement liée à la synagogue de La Marsa, si bien que c'est son fils Isaac qui, depuis 1977, assure la pérennité de cette synagogue et continue d'y officier chaque été.
Son petit-fils homonyme Yomtob Kalfon est un avocat et homme politique israélien.